# عباس فلاحی باباجان
عباس فلاحی باباجان نمایندهٔ دورهٔ نهم مجلس شورای اسلامی و عضو کمیسیون عمران و همچنین عضو کمیسیون برنامه و بودجه مجلس شورای اسلامی از حوزهٔ انتخابیهٔ اهر و هریس در استان آذربایجان شرقی است.
عباس فلاح در دوره نهم مجلس شورای اسلامی نماینده بوده است.